# Gerhard Neuerburg

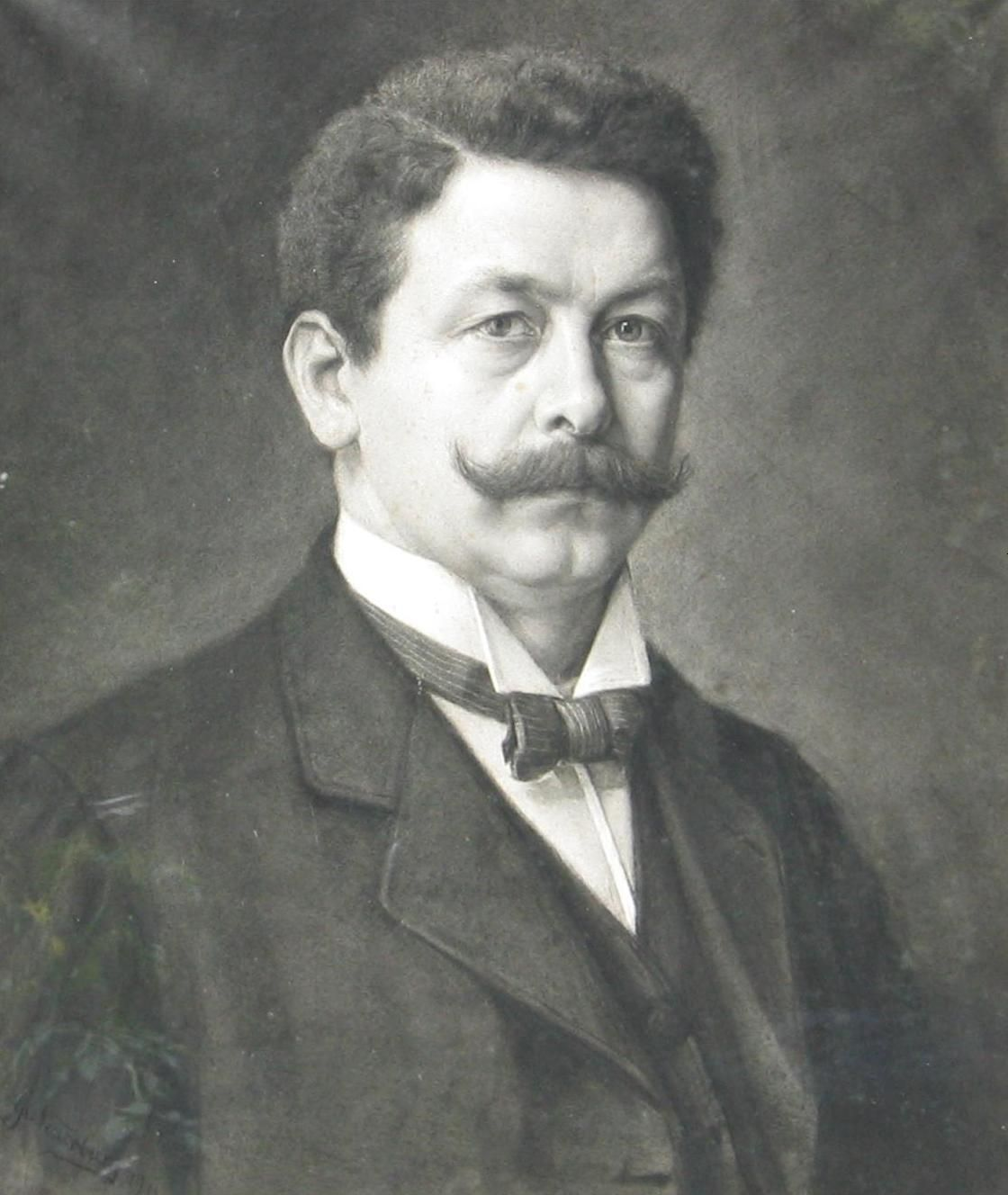
Selbstporträt, 1911. Kohle/Pastellkreide, 46 × 56 cm, Familienbesitz

Gerhard Neuerburg (* 22. Februar 1872 in Trier; † 10. Oktober 1946 in Düsseldorf) war ein deutscher Maler.

## Leben
Gerhard Neuerburg war das älteste Kind von insgesamt elf Kindern des Schneiders Philipp Neuerburg (* 1842 in Trier; † 1902 ebda.) und dessen erster Ehefrau Angela, geborene Caspari (* 1840 in Trier). Neuerburg bildete sich zunächst als Kirchenmaler bei Heinrich Steffgen in Trier und war an Ausmalung und Restaurierungsarbeiten in Kirchen der Umgebung beteiligt, ab 1898 in Köln. 1898 heiratete er Henriette Maria Sophia Horstmann aus Haldem (heute Ortsteil von Stemwede). Mit finanzieller Unterstützung durch den Bergwerksbesitzer Friedrich Schuerenberg, dem Ehemann seiner Schwester Angelika, studierte er von 1909 bis 1914 an der Königlichen Kunstakademie in Düsseldorf, zuletzt als Meisterschüler bei Eduard von Gebhardt mit nunmehr einem eigenen Atelier in der Akademie. 1913 nahm er mit Erfolg an einem Porträt-Wettbewerb unter Professor Willy Spatz teil.
1914 bis 1918 leistete er Militärdienst als Landsturmmann bei der Matrosenartillerie (Küstenartillerie) in Wilhelmshaven, konnte jedoch in einem Atelier in Wilhelmshaven-Rüstringen arbeiten, wo er als Porträt- und Marinemaler tätig war. Aufträge erhielt er zu Bildnissen, u. a. die der Admiräle Reinhard Scheer und Franz von Hipper, Günther von Krosigk, Johannes Hartog, Siegfried Engel, Ernst-Oldwig von Natzmer, Hugo von Pohl, Gustav Bachmann, Nikolaus Graf zu Dohna-Schlodien, des Weiteren von Offizieren und Mannschaften der Schiffe in Wilhelmshaven sowie von Großadmiral Prinz Heinrich von Preußen und Prinz Adalbert von Preußen, Sohn des Kaisers Wilhelm II.
Im November 1919 war er in der Weihnachtsausstellung der Kunsthalle Wilhelmshaven mit Bildnissen vertreten, 1924 in einer Kunstausstellung in Düsseldorf. In den 1920er und 1930er Jahren widmete er sich vorzugsweise der Landschaftsmalerei mit Motiven aus der Umgebung von Düsseldorf, dem Ahrtal, dem Rheintal um das Siebengebirge und bei Koblenz, in der Eifel und an der Mosel. 1926 entstand eine Reihe von Gemälden der August-Thyssen-Hütte bzw. der Vereinigten Stahlwerke in Duisburg-Hamborn.

## Werkauswahl
Neben Bildnissen schuf Neuerburg bäuerliche Szenen, Dorf- und Stadtansichten und Blumenstillleben, darunter:
- Dorf am Fluss mit Brücke, 1918; Öl/Leinwand, 34 × 52 cm (Kunsthandel)
- Der Frühling, 1920; Öl/Leinwand, 135 × 82,5 cm (Kunsthandel)
- Schuld an der Ahr. Blick vom gegenüber liegenden Ufer auf den Ort mit Pfarrkirche St. Gertrud[3]
- Zwei Kühe vor dem Pflug, Öl/Papier, 16,5 × 21 cm[4]

## Archivalien
- Düsseldorf, Kunstakademie: Schülerlisten.